# Samuel Baláž
Samuel Baláž (Bratislava, 25 de agosto de 1998) é um canoísta eslovaco, medalhista olímpico.

## Carreira
Baláž conquistou a medalha de bronze nos Jogos Olímpicos de Verão de 2020 em Tóquio na prova de K-4 500 m, ao lado de Denis Myšák, Erik Vlček e Adam Botek com o tempo de 1:23.534 minuto.